# Bobby Lammie
Bobby Lammie (født 10. februar 1997) er en britisk curlingspiller.
Han repræsenterede Storbritannien under vinter-OL 2022 i Beijing, hvor han tog sølv.